# Đội tuyển Davis Cup Kyrgyzstan
Đội tuyển Davis Cup Kyrgyzstan đại diện Kyrgyzstan ở giải đấu quần vợt Davis Cup và được quản lý bởi Liên đoàn quần vợt Kyrgyzstan.

## Lịch sử
Kyrgyzstan lần đầu tiên tham gia Davis Cup vào năm 2002.  Thành tích tốt nhất của họ là thứ 7 ở Nhóm III năm 2003.  Trước năm 1993, các vận động viên Kyrgyz đại diện cho Liên Xô.

## Đội hình hiện tại
- Evgeniy Babak
- Kirill Kistanov
- Georgy Kotlyarevsky (đội trưởng-vận động viên)